# David Neville
Pour l’article homonyme, voir David Neville (hockey sur glace).
David Neville (né le 1er juin 1984 à Merrillville dans l'Indiana) est un athlète américain spécialiste du 400 mètres. Il est entraîné par John Smith.

## Carrière
Vainqueur en 2002 des Championnats des États-Unis juniors, il se classe deuxième des Jeux panaméricains juniors où il établit un nouveau record personnel sur 200 m en 20 s 63. Étudiant à l'université de l'Indiana, il remporte cinq titres de champion de la Big Ten Conference, championnat inter-universitaire de la région du Midwest, de 2003 à 2006. 
David Neville descend pour la première fois de sa carrière sous les 45 secondes au 400 mètres à l'occasion des sélections olympiques américaines 2008 de Eugene où il se classe troisième en 44 s 61, derrière LaShawn Merritt et Jeremy Wariner.
Il participe début août aux Jeux olympiques de Pékin et remporte son premier succès international majeur en montant sur la troisième marche du podium du 400 mètres. Situé à l'extérieur au couloir 9, l'Américain parvient à conserver la troisième place en effectuant un plongeon sur la ligne d'arrivée, s'inclinant finalement avec le temps de 44 s 80 face à LaShawn Merritt et Jeremy Wariner. Aligné par ailleurs dans l'épreuve du relais 4 × 400 mètres, David Neville remporte, en tant que troisième relayeur, le titre olympique aux côtés de LaShawn Merritt, Angelo Taylor et Jeremy Wariner. L'équipe américaine, qui devance les Bahamas et la Russie, établit un nouveau record olympique de la discipline avec le temps de 2 min 55 s 39.

### Palmarès

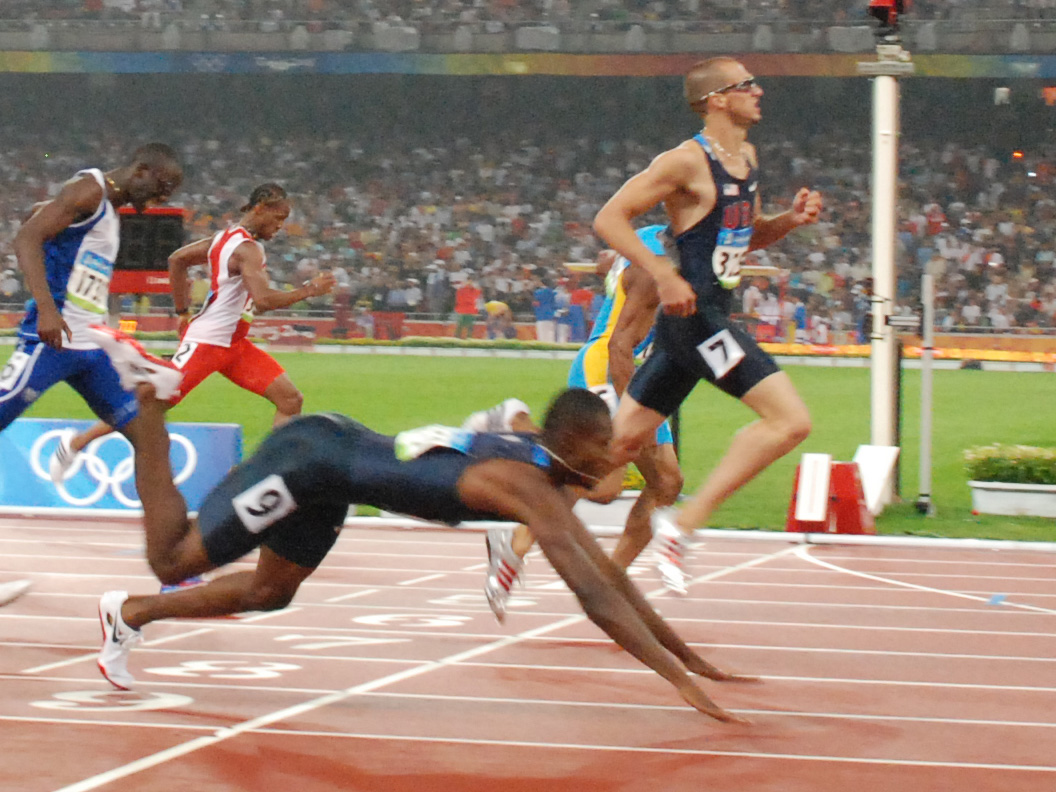
Le plongeon pour la 3e place de David Neville sur la ligne d'arrivée du 400m des Jeux olympiques de Pékin, le 21 août 2008 au nid d'oiseau

| Date | Compétition          | Lieu           | Résultat | Performance |
| ---- | -------------------- | -------------- | -------- | ----------- |
| 2007 | Jeux panaméricains   | Rio de Janeiro | 2e       | 4 × 400 m   |
| 2007 | Championnats NACAC   | San Salvador   | 1er      | 4 x 400 m   |
| 2008 | Jeux olympiques      | Pékin          | 3e       | 400 m       |
| 2008 | Jeux olympiques      | Pékin          | 1er      | 4 × 400 m   |
| 2009 | Finale mondiale IAAF | Thessalonique  | 3e       | 400 m       |

### Records
| Épreuve       | Performance | Lieu         | Date           |
| ------------- | ----------- | ------------ | -------------- |
| 400 m         | 44 s 61     | Eugene       | 3 juillet 2008 |
| 400 m (salle) | 45 s 58     | Fayetteville | 10 mars 2006   |